# FC Domagnano
Der FC Domagnano ist ein Fußballklub aus Domagnano, San Marino. Der Club wurde 1966 gegründet. Domagnano spielt derzeit im Girone A der nationalen Meisterschaft, dem Campionato Sammarinese di Calcio. Die Farben des Teams sind rot und gelb.
Der Verein gehört zu den erfolgreichsten Teams der Meisterschaft von San Marino. In der Saison 2004/05 gewann Domagnano die Meisterschaft mit einem Play-off-Sieg über den SS Murata. Als Meister nahm Domagnano am UEFA-Pokal teil; wurde aber in der ersten Qualifikationsrunde besiegt.
Der Verein nahm in den Spielzeiten 2002/03, 2003/04 und 2005/06 an der Qualifikation zum UEFA-Pokal teil. Bei der ersten Teilnahme unterlag die Mannschaft in der ersten Qualifikationsrunde gegen den tschechischen Vertreter FK Viktoria Žižkov mit 0:5 im Gesamtscore. In der Saison 2003/04 blieb der Verein erneut ohne Torerfolg und verlor in der ersten Qualifikationsrunde mit 0:9 im Gesamtscore gegen Torpedo Moskau. Auch bei der dritten Teilnahme konnte die Mannschaft keinen Erfolg verbuchen und unterlag in zwei Partien mit 0:8 im Gesamtscore gegen NK Domžale.

## Erfolge
- Campionato Sammarinese di Calcio (4): 1989, 2002, 2003, 2005
- Coppa Titano (8): 1972, 1988, 1990, 1992, 1996, 2001, 2002, 2003
- Trofeo Federale (3): 1990, 2001, 2004

## Europapokalbilanz
| Saison  | Wettbewerb | Runde                  | Gegner             | Gesamt | Hin     | Rück    |
| ------- | ---------- | ---------------------- | ------------------ | ------ | ------- | ------- |
| 2002/03 | UEFA-Pokal | Qualifikation          | FK Viktoria Žižkov | 0:5    | 0:2 (H) | 0:3 (A) |
| 2003/04 | UEFA-Pokal | Qualifikation          | Torpedo Moskau     | 0:9    | 0:5 (A) | 0:4 (H) |
| 2005/06 | UEFA-Pokal | 1. Qualifikationsrunde | NK Domžale         | 0:8    | 0:5 (H) | 0:3 (A) |

Gesamtbilanz: 6 Spiele, 6 Niederlagen, 0:22 Tore (Tordifferenz −22)

## Trainer
- Davide Gualtieri (2012)

## Spieler
Nationalspieler
- Nicola Bacciocchi (1995–1997, 2000–)
- Simone Bacciocchi (1996–1997, 2000–2005, 2005–2006, 2007–2008)
- Bryan Gasperoni (2001–2003)
- Giacomo Maiani (2003–2007)
- Carlo Valentini (2003–2004)
- Marco Casadei (2004–2006)
- Matteo Bugli (2005–2006)
- Alberto Celli (2005–2006, 2007–)
- Lorenzo Moretti (2005–2006)
- Michele Moretti (2005–2006)